# Éclusée
Une éclusée, sassée, ou bassinée, est l’ensemble des manœuvres nécessaires au franchissement d’une écluse par des bateaux.
On appelait autrefois bassinée ou sassée la vidange du sas d’une écluse au niveau du bief d'aval en ouvrant les vannes d'aval. Par extension, les trois termes ont fini par désigner l’ensemble du cycle des opérations de remplissage et de vidange du sas. Une fausse éclusée, ou fausse bassinée, est une éclusée qui est exécutée alors qu’il n’y a pas de bateau dans l’écluse.
Une éclusée de barrage est l’action pratiquée par les usines hydroélectriques consistant à lâcher subitement les eaux retenues pour adapter la production aux fluctuations de la demande en électricité,. Ce type d’éclusée peut avoir des effets importants sur le milieu aquatique. On appelle aussi éclusée la quantité d’eau lâchée à l’occasion de cette action.

## Éclusée d'une écluse

### Étapes d’une éclusée
Une éclusée, dans le cas le plus général des voies navigables, comprend six étapes et dure en général de 10 à 34 minutes.
Pour un bateau qui veut passer du bief d'amont dans le bief d'aval (ou bateau avalant), les opérations se déroulent comme suit, le sas étant initialement au niveau du bief d'amont et les durées indiquées correspondant à des écluses courantes et au passage d'un seul bateau :
- ouverture de la porte d'amont : 45 s à 2 min,
- entrée du bateau dans le sas : 2 min à 10 min,
- fermeture de la porte d'amont : 40 s à 2 min,
- vidange du sas au niveau du bief d'aval en ouvrant les vannes d'aval (bassinée) : 4 min à 10 min,
- ouverture de la porte d'aval quand les niveaux sont égalisés : 45 s à 2 min,
- sortie du bateau dans le bief d'aval : 2 min à 8 min.

Si un autre bateau avalant se présente en absence de bateau montant, l’opération inverse est réalisée, mais sans bateau ; c'est ce que l'on appelle une fausse bassinée.
Si un bateau montant se présente, les mêmes opérations sont effectuées en sens inverse.

### Consommation d’eau
Chaque fois que l'écluse décrit un cycle complet, on fait passer du bief d'amont dans le bief d'aval un volume d'eau correspondant à la surface du sas multipliée par la différence entre les niveaux en amont et en aval (ou hauteur de chute, ou chute). C'est pour cela que l'on dit qu'une écluse consomme de l'eau.

## Éclusée d'un barrage
Le fonctionnement en éclusée est opposé au fonctionnement au fil de l'eau, qui impose une contrainte de régularité.
En Suisse, la loi sur la protection des eaux (dont la modification est entrée en vigueur le 1er janvier 2011) et l’ordonnance sur la protection des eaux (depuis le 1er juin 2011) imposent de concilier la protection des eaux avec les besoins d'utilisation, en particulier lors de détournement d'une partie du débit pour alimenter des centrales hydroélectriques.